# Snok
Snok is een bestuurslaag in het regentschap Timor Tengah Selatan van de provincie Oost-Nusa Tenggara, Indonesië. Snok telt 2148 inwoners (volkstelling 2010).